# 林鴻 (明朝)
林鴻（約1338年—？），字子羽，福州路福清縣城宏（横）街人，明朝诗人。

## 生平
生卒年不詳。洪武初年，以《龙池春晓》和《孤雁》两诗得到明太祖赏识，薦授將樂訓導。洪武七年（1374年）拜禮部精膳司員外郎。個性落拓不羁，年未四十便辭官歸里。

## 文学成就
善作詩，詩法盛唐，為閩中十才子之首，趙迪、林敏、陳仲宏、鄭關、林伯璟、張友謙等人都是林鴻的弟子。《四库提要》中说：“况高棅尚不免庸音，鸿则时绕清韵。”歐應昌《瑞岩山志》曾收录林鸿《游瑞岩》一诗，錢謙益《列朝詩集》收錄林鴻詩108首。

## 延伸阅读
[在维基数据编辑]
 《國朝獻徵錄·卷之三十五》，出自焦竑《國朝獻徵錄》
 《明史卷二百八十六》，出自《明史》